# Martina Österberg
Martina Sofia Helena Österberg, född Bergman 7 oktober 1849, död 29 juli 1915, var en svensk gymnastikpedagog.

## Biografi
Martina Bergman var privatlärarinna 1870–1873, medarbetare i Nordisk familjebok 1874–1877, genomgick till 1881 Gymnastiska centralinstitutet i Stockholm och studerade gymnastik i Schweiz, Tyskland, Frankrike och England samt var 1881–1887 gymnastikinspektris vid Londons folkskolor. På denna post införde hon svensk gymnastik i mer än 100 engelska skolor och ledde utbildningen av tusentals kvinnliga gymnastiklärare. 
Martina Bergman anlade 1885 det första svenska institutet i London för utbildning av gymnastiklärare, Hampstead physical training college, flyttade det 1895 till Dartford i Kent och ägnade sig där förnämligast åt att utbilda gymnastiklärare för högre flickskolor, blind- och dövstumskolor samt arbeterskeklubbar. Hennes system gick ut på en förening av Lings svenska gymnastik och engelsk friluftslek. En sport hon införde till England och hjälpte utveckla var netball, ursprungligen från USA, som från England sedan spreds över brittiska samväldet. Hon var från 1886 gift med Edvin Österberg.
Martina Österberg testamenterade sitt institut till engelska staten, skänkte till Landsföreningen för kvinnans politiska rösträtt bland annat 50 000 kronor (1911) till föreläsningar i samhällskunskap bland landsbygdens kvinnor och donerade till Fredrika-Bremer-förbundet dels gården Apelryd för hållande av en trädgårdsskola där, dels 10 000 kronor till stipendiefond för svenska kvinnor och genom testamente ytterligare 150 000 kronor dit till yrkes- och studiestipendier för svenska kvinnor.